# Prêmio Qualidade Brasil de 2001
dezembro de 2001
A Padroeira
Porto dos Milagres
Os Normais
Arlete Salles
Antônio Fagundes
Zezé Polessa
Otávio Augusto
← 2000  ·  2002 →
O Prêmio Qualidade Brasil de 2001 honrou os melhores profissionais de teatro, cinema e televisão, filmes e programas televisivos de setembro de 2000 até outubro de 2001. Os candidatos nas diversas categorias foram escolhidos pela Associação Prêmio Qualidade Brasil.
A cerimônia de entrega dos prêmios, tradicionalmente, ocorre em dois eventos: um realizado em São Paulo e outra no Rio de Janeiro, com o intuito de prestigiar os nomes do teatro, cinema e televisão do eixo Rio-São Paulo.

## Prêmios especiais

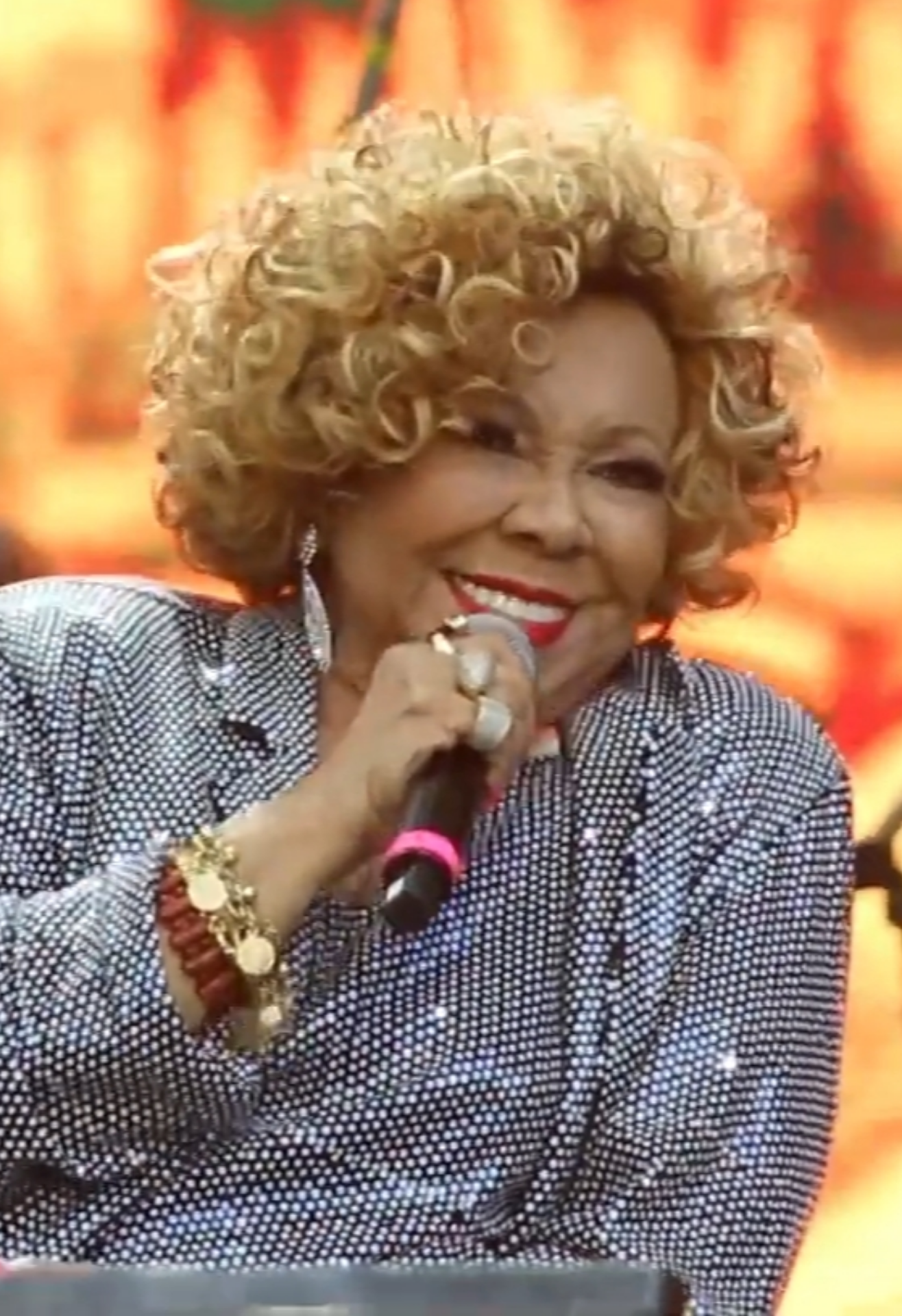
Alcione recebeu uma homenagem por sua contribuição artística na música brasileira.

Na cerimônia do Prêmio Qualidade Brasil, do Rio de Janeiro, de 2001, alguns nomes foram escolhidos para receber uma homenagem especial por suas contribuições nas mais variadas áreas do entretenimento e esporte brasileiros. Abaixo, a lista dos homenageados da edição:
- Dona Zica - Homenagem Especial
- Francisco de Carvalho - Prêmio Especial pelo projeto Vila Olímpica da Mangueira
- Carlos Alberto Torres - Homenagem Especial
- Sandra de Sá - Prêmio Especial/Música
- Alcione - Prêmio Especial/Música
- "Blocos Online" - Prêmio Especial/Site cultural
- Rodrigo - Premio Especial -Esporte/ Atleta de Futebol
- Edílson - Prêmio Especial - Esporte/Atleta de Futebol
- Leila Barros - Prêmio Especial - Esporte/ Atleta de Vôlei
- Janeth - Prêmio Especial - Esporte/ Atleta Basquete
- Bernardinho - Prêmio Especial - Esporte/ Técnico de Vôlei
- Carlos Arthur Nuzman - Prêmio Especial - Esporte/ Dirigente

## Vencedores e nomeados – Rio de Janeiro

### Televisão:

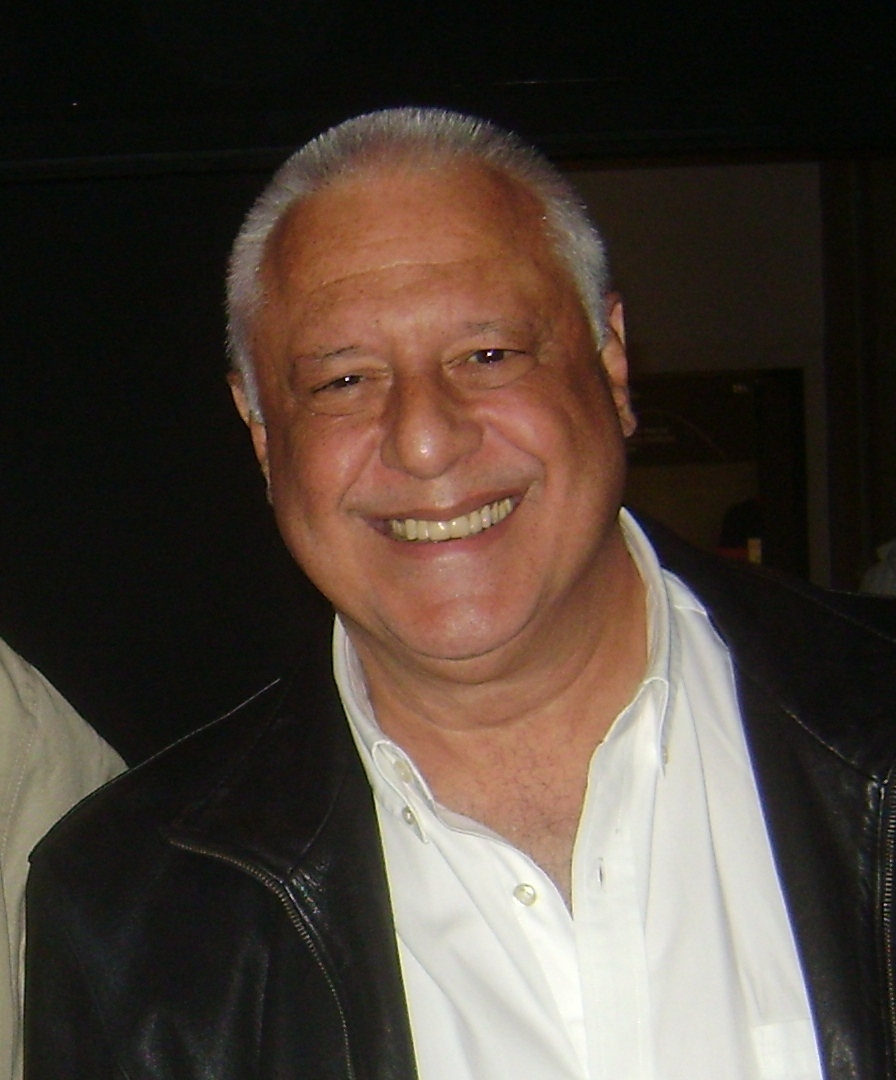
Antônio Fagundes, Melhor Ator de Telenovela

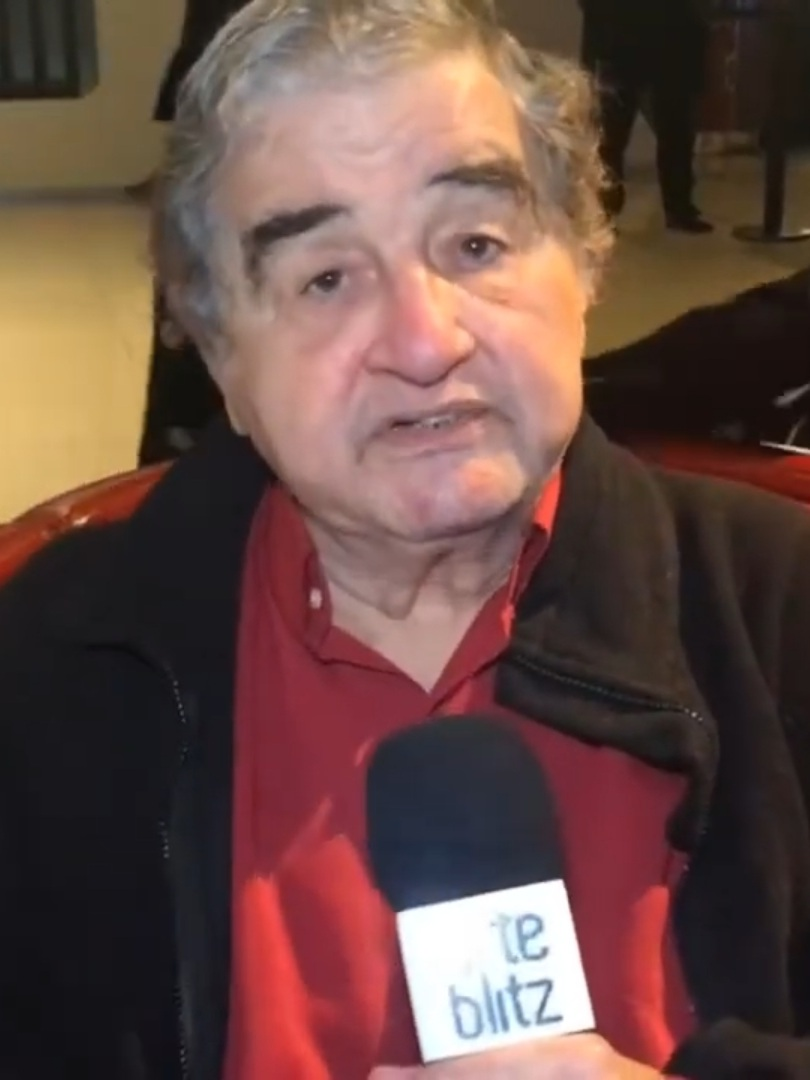
Otávio Augusto, Melhor Ator Coadjuvante de Telenovela

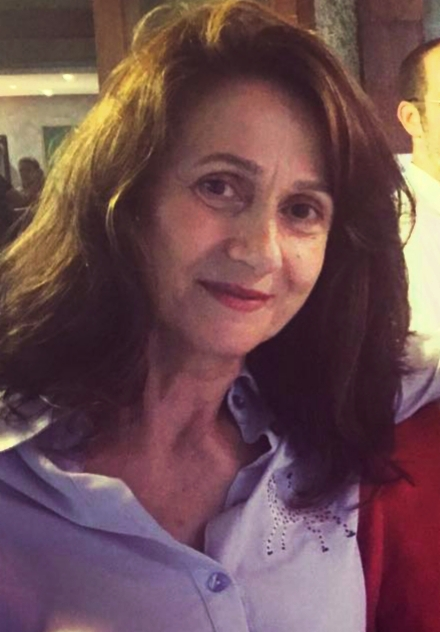
Zezé Polessa, Melhor Atriz Coadjuvante de Telenovela

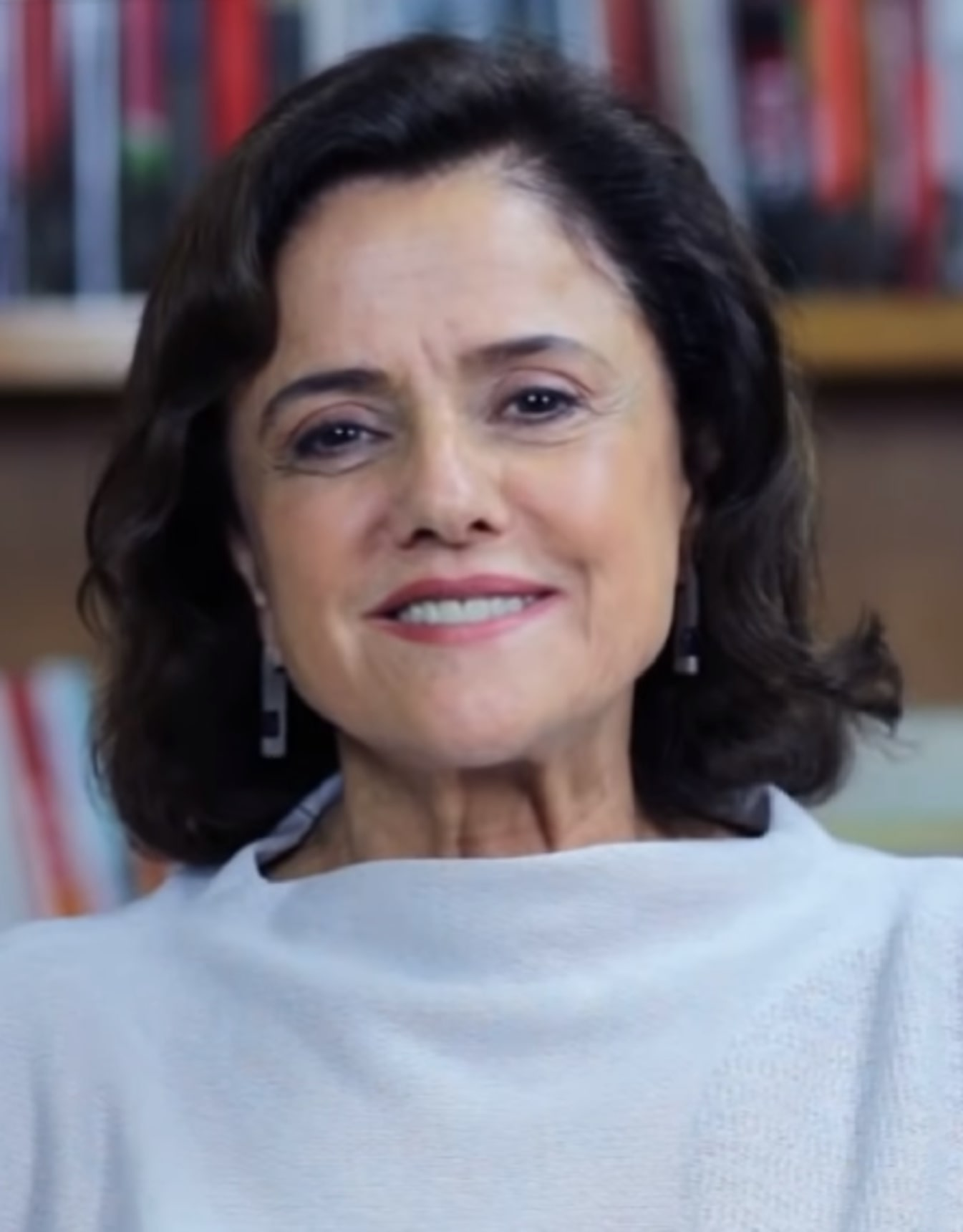
Marieta Severo, Melhor Atriz de Sitcom

#### Categorias de Atuação[2]
| Melhor Ator – Telenovela - Antônio Fagundes como Félix Guerrero / Bartolomeu Guerrero – Porto dos Milagres - Luís Melo como Santiago / Padre Molina – A Padroeira - Paulo Goulart como Dom Lourenço de Sá – A Padroeira                                         | Melhor Atriz – Telenovela - Arlete Salles como Augusta Eugênia Proença de Assunção – Porto dos Milagres - Cássia Kis como Adma Guerrero – Porto dos Milagres - Christiane Torloni como Laila de Montaltino – Um Anjo Caiu do Céu      |
| Melhor Ator Coadjuvante – Telenovela - Otávio Augusto como Manuel Cintra – A Padroeira - Cássio Gabus Mendes como Selmo de Windsor / Paulão – Um Anjo Caiu do Céu - Cláudio Corrêa e Castro como Seu Babau – Porto dos Milagres                                 | Melhor Atriz Coadjuvante – Telenovela - Zezé Polessa como Amapola Ferraço – Porto dos Milagres - Bel Kutner como Luciana (Lulu) – Um Anjo Caiu do Céu - Elizabeth Savalla como Imaculada de Avelar – A Padroeira                      |
| Melhor Ator Revelação – Telenovela - Tadeu Mello como Venâncio – Porto dos Milagres - Dado Dolabella como Robson Silveira Sampaio – Malhação - Jonatas Faro como Joaquim Medeiros Guerra – Um Anjo Caiu do Céu - Guilherme Piva como Alfeu – Porto dos Milagres | Melhor Atriz Revelação – Telenovela - Débora Falabella como Maria Cristina Medeiros – Um Anjo Caiu do Céu - Bárbara Borges como – Porto dos Milagres - Sthefany Brito como Isadora dos Anjos – Um Anjo Caiu do Céu                    |
| Melhor Ator – Projeto Especial - Eduardo Moscovis como vários – Brava Gente - Selton Mello como João da Ega – Os Maias - Walmor Chagas como Dom Afonso da Maia – Os Maias                                                                                       | Melhor Atriz – Projeto Especial - Dirce Migliaccio como Dona Centenária – Brava Gente - Maria Luísa Mendonça como Rachel Cohen – Os Maias - Vera Holtz como Marta – Presença de Anita                                                 |
| Melhor Ator – Sitcom - Marco Nanini como Lineu Silva – A Grande Família - Luiz Fernando Guimarães como Rui – Os Normais - Pedro Cardoso como Augustinho Carrara – A Grande Família                                                                              | Melhor Atriz – Sitcom - Marieta Severo como Nenê Silva – A Grande Família - Cláudia Rodrigues como Sirleide – Sai de Baixo - Fernanda Torres como Vani – Os Normais                                                                   |
| Melhor Ator – Programa Humorístico - Rogério Cardoso como Epitáfio – Zorra Total - Paulo Silvino como Severino – Zorra Total - Tom Cavalcante como Pitbicha / João Canabrava – Zorra Total                                                                      | Melhor Atriz – Programa Humorístico - Cláudia Rodrigues como Thalia – Escolinha do Professor Raimundo - Fafy Siqueira como Dona Lusa do Canindé – Escolinha do Professor Raimundo - Luciana Coutinho como Dona Candinha – Zorra Total |
| Melhor Ator Revelação – Programa Humorístico - André Mattos como Seu Fininho – Escolinha do Professor Raimundo - Heitor Martins como Pitibitoca – Zorra Total                                                                                                   | Melhor Atriz Revelação – Programa Humorístico - Heloísa Perissé como Tati – Escolinha do Professor Raimundo - Dani Valente como Efigênia / Bel – Zorra Total                                                                          |

#### Outras Categorias[2]
| Melhor Telenovela - Porto dos Milagres - A Padroeira - Um Anjo Caiu do Céu                                                                               | Melhor Autor – Telenovela - Aguinaldo Silva e Ricardo Linhares – Porto dos Milagres - Ana Maria Moretzohn – Estrela-Guia - Walcyr Carrasco – A Padroeira     |
| Melhor Diretor – Telenovela - Marcos Paulo – Porto dos Milagres - Denise Saraceni – Estrela-Guia - Walter Avancini e Mario Marcio Bandarra – A Padroeira | Melhor Projeto Especial - Brava Gente - Os Maias - Presença de Anita                                                                                         |
| Melhor Sitcom - Os Normais - A Grande Família - Sai de Baixo                                                                                             | Melhor Autor – Sitcom - Alexandre Machado e Fernanda Young – Os Normais - Manoel Carlos – Presença de Anita - Maria Adelaide Amaral – Os Maias               |
| Melhor Direção – Projeto Especial ou Sitcom - José Alvarenga – Os Normais - Ricardo Waddington – Presença de Anita                                       | Melhor Programa Humorístico - Casseta e Planeta Urgente - Escolinha do Professor Raimundo - Zorra Total                                                      |
| Melhor Programa de Auditório - Planeta Xuxa - Altas Horas - RG                                                                                           | Melhor Apresentador(a) – Programa de Auditório - Luciano Huck – Caldeirão do Huck - Serginho Groisman – Altas Horas - Silvio Santos – Programa Silvio Santos |
| Melhor Apresentadora – Programa de Auditório - Xuxa – Planeta Xuxa - Adriane Galisteu – É Show - Babi – Programa Livre                                   | Melhor Programa com Temática Infanti - X-Tudo - Bambuluá - Gente Inocente                                                                                    |
| Melhor Apresentador – Programa Infantil - Márcio Garcia – Gente Inocente - Eliana – Eliana e Alegria                                                     | Melhor Telejornal - Jornal da Globo - Jornal da Record - Jornal Nacional                                                                                     |
| Melhor Âncora - Ana Paula Padrão - Boris Casoy - Fátima Bernardes - William Bonner                                                                       | Melhor Programa Jornalístico - Globo Repórter - Fantástico - Hora da Verdade                                                                                 |
| Melhor Apresentador – Programa Jornalístico - Glória Maria – Fantástico - Pedro Bial – Fantástico - Sérgio Chapelin – Globo Repórter                     | Melhor Repórter - Priscila Brandão - Francisco José - Rosana Jatobá                                                                                          |
| Melhor Programa com Temática Esportiva - Esporte Espetacular - Globo Esporte - Supertécnico                                                              | Melhor Apresentador – Programa Esportivo - Mylena Ciribelli – Esporte Espetacular - Léo Batista – Globo Esporte - Milton Neves – Supertécnico                |
| Melhor Programa Temático - Vídeo Show - Globo Rural - TV Fama                                                                                            | Melhor Programa de Entrevista - De Frente com Gabi - Gordo a Go-Go - Programa do Jô                                                                          |

### Cinema:[2]
| Melhor Filme - Bicho de Sete Cabeças - A Partilha - Amores Possíveis - Memórias Póstumas                                                                      | Melhor Direção - Laís Bodanzky – Bicho de Sete Cabeças - André Klotzel – Memórias Póstumas - Daniel Filho – A Partilha                                            |
| Melhor Ator - Rodrigo Santoro como Neto – Bicho de Sete Cabeças - Murilo Benício como Carlos – Amores Possíveis - Tony Ramos como Guedes – Bufo & Spallanzani | Melhor Atriz - Andréa Beltrão como Regina da Costa – A Partilha - Cássia Kis como Meire – Bicho de Sete Cabeças - Isabel Guerón como Minolta – Bufo & Spallanzani |

### Teatro:[2]
| Melhor Espetáculo – Drama - O Beijo no Asfalto - A Memória da Água - Hamlet - Jornada de um Poema                                                                                             | Melhor Espetáculo – Comédia - Os Monólogos da Vagina - A Máquina - Cócegas - Lisbela e o Prisioneiro |
| Melhor Ator – Drama - Pedro Paulo Rangel como O Pregador – Sermão da Quarta-Feira de Cinzas - Diogo Vilela como Hamlet – Hamlet - Pedro Osório como Mark – Trainspotting                      | Melhor Atriz – Drama - Glória Menezes como Vivian Bearing – Jornada de um Poema - Andréa Beltrão como Maria – A Memória da Água - Regina Braga como Elizabeth Bishop – Um Porto para Elizabeth Bishop             |
| Melhor Ator – Comédia - Vladimir Brichta como Antônio – A Máquina - Emiliano Queiroz como Delegado Guedes – Lisbela e o Prisioneiro - Ernani Moraes como Gabriel – Pequeno Dicionário Amoroso | Melhor Atriz – Comédia - Zezé Polessa como Várias personagens – Os Monólogos da Vagina - Cláudia Jimenez como Luiza Melo – Pequeno Dicionário Amoroso - Virginia Cavendish como Lisbela – Lisbela e o Prisioneiro |
| Melhor Direção – Drama - Diogo Vilela – Jornada de um Poema - Luiz Furlamento – Trainspotting - Marcos Alvisi – O Beijo no Asfalto - Marco Antonio Rodrigues – Copenhagen                     | Melhor Direção – Comédia - Guel Arraes – Lisbela e o Prisioneiro - João Falcão – A Máquina - Miguel Falabella – Os Monólogos da Vagina                                                                            |

## Vencedores e nomeados – São Paulo

### Televisão:

#### Categorias de Atuação[4]
| Melhor Ator – Telenovela - Antônio Fagundes como Félix Guerrero / Bartolomeu Guerrero – Porto dos Milagres - Caio Blat como Rafael Arcanjo – Um Anjo Caiu do Céu - Luís Melo como Santiago / Padre Molina – A Padroeira | Melhor Atriz – Telenovela - Arlete Salles como Augusta Eugênia Proença de Assunção – Porto dos Milagres - Cássia Kis como Adma Guerrero – Porto dos Milagres - Renata Sorrah como Natália de Montaltino / Shirley Maria Pinheiros – Um Anjo Caiu do Céu |
| Melhor Ator Coadjuvante – Telenovela - Otávio Augusto como Manuel Cintra – A Padroeira - Fúlvio Stefanini como Oswaldo Assunção – Porto dos Milagres - Luís Salém como Ávila Brunner – Um Anjo Caiu do Céu              | Melhor Atriz Coadjuvante – Telenovela - Zezé Polessa como Amapola Ferraço – Porto dos Milagres - Elizabeth Savalla como Imaculada de Avelar – A Padroeira - Lília Cabral como Daphne Pimenta – Estrela-Guia                                             |
| Melhor Ator Revelação – Telenovela - Guilherme Piva como Alfeu – Porto dos Milagres - Tadeu Mello como Venâncio – Porto dos Milagres                                                                                    | Melhor Atriz Revelação – Telenovela - Débora Falabella como Maria Cristina Medeiros – Um Anjo Caiu do Céu - Sthefany Brito como Isadora dos Anjos – Um Anjo Caiu do Céu                                                                                 |
| Melhor Ator – Projeto Especial - Fábio Assunção como Carlos Eduardo da Maia – Os Maias - Bruno Garcia como Carlão – Brava Gente - Walmor Chagas como Dom Afonso da Maia – Os Maias                                      | Melhor Atriz – Projeto Especial - Marília Pêra como Maria Monforte – Os Maias - Maria Luísa Mendonça como Rachel Cohen – Os Maias - Myriam Muniz como Patrocínio das Neves (Titi) – Os Maias                                                            |
| Melhor Ator – Sitcom - Luiz Fernando Guimarães como Rui – Os Normais - Marco Nanini como Lineu Silva – A Grande Família - Rogério Cardoso como Seu Floriano – A Grande Família                                          | Melhor Atriz – Sitcom - Fernanda Torres como Vani – Os Normais - Marieta Severo como Nenê Silva – A Grande Família - Marisa Orth como Magda Mathias Sayão – Sai de Baixo                                                                                |
| Melhor Ator – Programa Humorístico - Francisco Milani como Seu Saraiva – Zorra Total - Tom Cavalcante como Pitbicha / João Canabrava – Zorra Total - Pedro Bismarck como Nerso da Capitinga – Zorra Total               | Melhor Atriz – Programa Humorístico - Cláudia Rodrigues como Thalia – Escolinha do Professor Raimundo - Nádia Carvalho como Santinha Pureza – Escolinha do Professor Raimundo - Nair Bello como Santinha – Zorra Total                                  |
| Melhor Ator Revelação – Programa Humorístico - Heitor Martins como Pitibitoca – Zorra Total - Marcelo Caridade | Melhor Atriz Revelação – Programa Humorístico - Dani Valente como Efigênia / Bel – Zorra Total - Heloísa Perissé como Tati – Escolinha do Professor Raimundo - Ingrid Guimarães como Leandra Borges (Lê) – Escolinha do Professor Raimundo              |

#### Outras Categorias[4]
| Melhor Telenovela - A Padroeira - Porto dos Milagres - Um Anjo Caiu do Céu                                                                                                | Melhor Autor – Telenovela - Aguinaldo Silva e Ricardo Linhares – Porto dos Milagres - Walcyr Carrasco – A Padroeira                                                |
| Melhor Diretor – Telenovela - Marcos Paulo – Porto dos Milagres - Walter Avancini e Mario Marcio Bandarra – A Padroeira                                                   | Melhor Projeto Especial - Os Maias - Brava Gente - Presença de Anita                                                                                               |
| Melhor Sitcom - Os Normais - A Grande Família - Sai de Baixo | Melhor Autor – Projeto Especial ou Sitcom - Maria Adelaide Amaral – Os Maias - Alexandre Machado e Fernanda Young – Os Normais - Manoel Carlos – Presença de Anita |
| Melhor Direção – Projeto Especial ou Sitcom - José Alvarenga – Os Normais - Mauro Mendonça Filho e Maurício Farias – A Grande Família - Luis Fernando Carvalho – Os Maias | Melhor Programa Humorístico - Casseta e Planeta Urgente - A Praça É Nossa - Zorra Total                                                                            |
| Melhor Programa de Auditório - Altas Horas - Planeta Xuxa - Show do Milhão                                                                                                | Melhor Apresentador – Programa de Auditório - Hebe Camargo – Hebe - Luciano Huck – Caldeirão do Huck - Raul Gil – Programa Raul Gil - Xuxa – Planeta Xuxa          |
| Melhor Apresentadora – Programa de Auditório - Xuxa – Planeta Xuxa - Adriane Galisteu – É Show - Babi – Programa Livre                                                    | Melhor Programa com Temática Infanti - Gente Inocente - Bambuluá - Eliana e Alegria                                                                                |
| Melhor Apresentador – Programa Infantil - Márcio Garcia – Gente Inocente - Eliana – Eliana e Alegria                                                                      | Melhor Telejornal - Jornal Nacional - Jornal da Globo - Jornal da Record                                                                                           |
| Melhor Âncora - Fátima Bernardes - Boris Casoy - William Bonner | Melhor Programa Jornalístico - Globo Repórter - Fantástico - Linha Direta                                                                                          |
| Melhor Apresentador – Programa Jornalístico - Pedro Bial – Fantástico - Hermano Hennig – Jornal do SBT - Sérgio Chapelin – Globo Repórter                                 | Melhor Repórter - Priscila Brandão - Francisco José - Rosana Jatobá                                                                                                |
| Melhor Programa com Temática Esportiva - Esporte Espetacular - Globo Esporte - Supertécnico                                                                               | Melhor Apresentador – Programa Esportivo - Juca Kfouri – Bola na Rede - Léo Batista – Globo Esporte - Milton Neves – Supertécnico                                  |
| Melhor Programa Temático - Metrópolis - Erótica MTV - Vídeo Show | Melhor Programa de Entrevista - De Frente com Gabi - Gordo a Go-Go - Programa do Jô                                                                                |

### Cinema:[4]
| Melhor Filme - Lavoura Arcaica - Bicho de Sete Cabeças - Bufo & Spallanzani - Caramuru: A Invenção do Brasil                                                                                              | Melhor Direção - Luiz Fernando Carvalho – Lavoura Arcaica - André Klotzel – Memórias Póstumas - Guel Arraes – Caramuru: A Invenção do Brasil - Laís Bodanzky – Bicho de Sete Cabeças |
| Melhor Ator - Selton Mello como André – Lavoura Arcaica - Tony Ramos como Guedes – Bufo & Spallanzani - Murilo Benício como Carlos – Amores Possíveis - Rodrigo Santoro como Neto – Bicho de Sete Cabeças | Melhor Atriz - Juliana Carneiro da Cunha como mãe – Lavoura Arcaica - Andréa Beltrão como Regina da Costa – A Partilha - Isabel Guerón como Minolta – Bufo & Spallanzani             |
| Melhor Ator Coadjuvante - Caco Ciocler como Rogério – Bicho de Sete Cabeças - Leonardo Medeiros como Pedro – Lavoura Arcaica - Gero Camilo como Ceará – Bicho de Sete Cabeças                             | Melhor Atriz Coadjuvante - Simone Spoladore como Ana – Lavoura Arcaica - Myriam Pires como Celina – Copacabana - Walderez de Barros como Salete – Copacabana                         |

### Teatro:[4]
| Melhor Espetáculo – Drama - Copenhagen - Babilônia - Intimidade Indecente - Nostalgia - O Rei da Vela                                                                   | Melhor Espetáculo – Comédia - Os Monólogos da Vagina - A Comédia do Trabalho - Lisbela e o Prisioneiro - Um Trem Chamado Desejo                                                                                   |
| Melhor Espetáculo – Musical - Les Miserábles - Gota D'Água - O Beijo da Mulher Aranha - Vitor ou Vitória                                                                | Melhor Espetáculo – Infanto Juvenil - Motorboy - A Cuca Fofa de Tarsila - Os Saltimbancos |
| Melhor Ator – Drama - Tonico Pereira como Aprígio – O Beijo no Asfalto - Carlos Palma como Werner Heisenberg – Copenhagen - Guilherme Weber como Artur – Nostalgia      | Melhor Atriz – Drama - Esther Góes como Dilma – Abajur Lilás - Irene Ravache como Roberta – Intimidade Indecente - Miriam Mehler como Lu – Nossa Vida em Família                                                  |
| Melhor Ator – Comédia - Bruno Garcia como Leléu – Lisbela e o Prisioneiro - Antonio Edson como ? – Um Trem Chamado Desejo - Paulo André como ? – Um Trem Chamado Desejo | Melhor Atriz – Comédia - Inês Peixoto como Ana Florisbela – Um Trem Chamado Desejo - Zezé Polessa como Várias personagens – Os Monólogos da Vagina - Virginia Cavendish como Lisbela – Lisbela e o Prisioneiro    |
| Melhor Ator – Musical - Daniel Boaventura – Vitor ou Vitória - Jorge Emil – Gota D'Água - Tuca Andrada – O Beijo da Mulher Aranha                                       | Melhor Atriz – Musical - Marília Pêra – Vitor ou Vitória - Cleide Queiroz – Gota D'Água - Drica Moraes – Vitor ou Vitória                                                                                         |
| Melhor Ator – Infanto Juvenil - Eduardo Silva – Os Saltimbancos - Fernando Neves – Brincando na Chuva                                                                   | Melhor Atriz – Infanto Juvenil - Vera Zimmermann – Os Saltimbancos - Amanda Acosta – Motorboy |
| Melhor Direção – Drama - Marco Antonio Rodrigues – Copenhagen - Felipe Hirsch – Nostalgia - Jorge Spínola – O Rei da Vela                                               | Melhor Direção – Comédia - Miguel Falabella – Os Monólogos da Vagina - Chico Pelúcio – Um Trem Chamado Desejo - Guel Arraes – Lisbela e o Prisioneiro - Sérgio Carvalho e Márcio Marciano – A Comédia do Trabalho |
| Melhor Direção – Musical - Jorge Takla – Vitor ou Vitória - Gabriel Villela – Gota D'Água - Wolf Maya – O Beijo da Mulher Aranha                                        | Melhor Direção – Infanto Juvenil - Débora Dubois – Motorboy - Dario Uzam – A Cuca Fofa de Tarsila - Gabriel Villela – Os Saltimbancos                                                                             |